# Willi Kassler
Willi Kassler (* 28. September 1915 in Dessau; † 19. August 1941 auf „Höhe 151 südl. Lopatino“) war ein deutscher Tischtennisspieler.
Kassler spielte beim Verein SV Viktoria 03 Zerbst. Er nahm an mehreren Deutschen Meisterschaften teil. Seinen größten Erfolg erzielte er dabei 1941, als er zusammen mit Horst Christoph das Halbfinale erreichte.
Im gleichen Jahr fiel „Wachtmeister“ Willi Kassler im Osten bei Kampfhandlungen im Zweiten Weltkrieg.